# Actinostachys subtrijuga
Actinostachys subtrijuga là một loài dương xỉ trong họ Schizaeaceae. Loài này được Mart. C. Presl mô tả khoa học đầu tiên năm 1846.